# Alfredo Rojas
Alfredo Hugo Rojas Delinge (født 20. februar 1937 i Buenos Aires, Argentina, død 16. juni 2023) var en argentinsk fodboldspiller (angriber). Han spillede primært i hjemlandet hos Gimnasia de La Plata og Boca Juniors, med kortere ophold hos både Lanús og River Plate. Derudover var han i tre sæsoner udlandsprofessionel i Spanien, hvor han var tilknyttet Celta Vigo og Real Betis. Med Boca Juniors vandt han i 1965 et argentinsk mesterskab.
Rojas spillede mellem 1958 og 1966 15 kampe for argentinas landshold. Han deltog ved både VM i 1958 i Sverige og VM i 1966 i England.